# سرمایه (فیلم)
سرمایه (فرانسوی: Le Capital‎) فیلمی در ژانر درام به کارگردانی کوستا گاوراس است که در سال ۲۰۱۲ منتشر شد. از بازیگران آن می‌توان به گابریل بیرن، گاد الماله، جان وارنابی و سلین سلت اشاره کرد.